# Torgau
Torgau este un oraș situat în landul Saxonia din Germania. La 31 octombrie 2005 avea o populație de 18.743 de locuitori. Suprafața orașului era de 42,08 km². Torgau este situat pe râul Elbe.

## Istoric
În anul 1760 a avut loc aici Bătălia de la Torgau, între trupele Prusiei și cele imperiale.

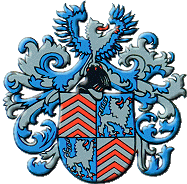
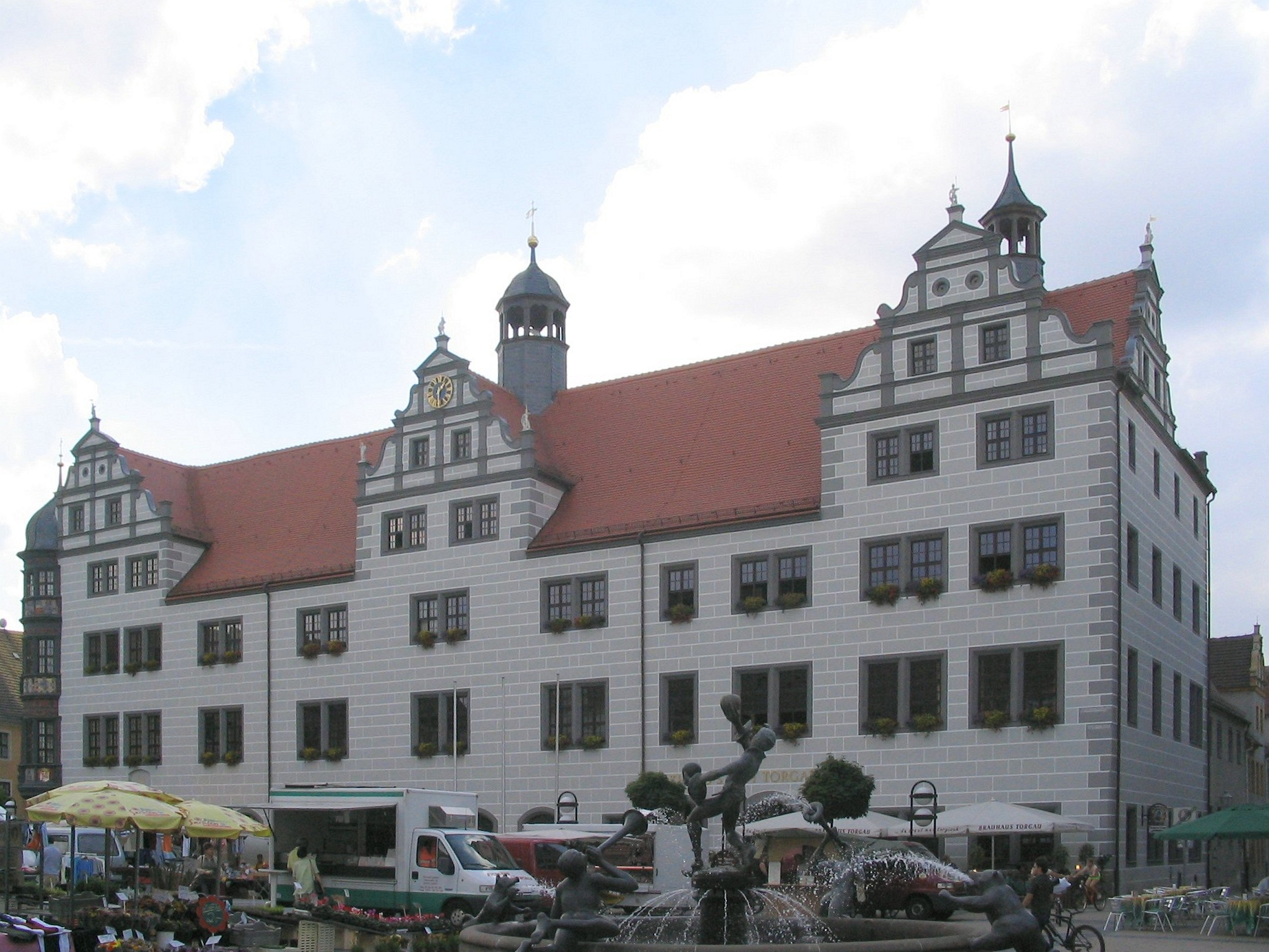
Torgau
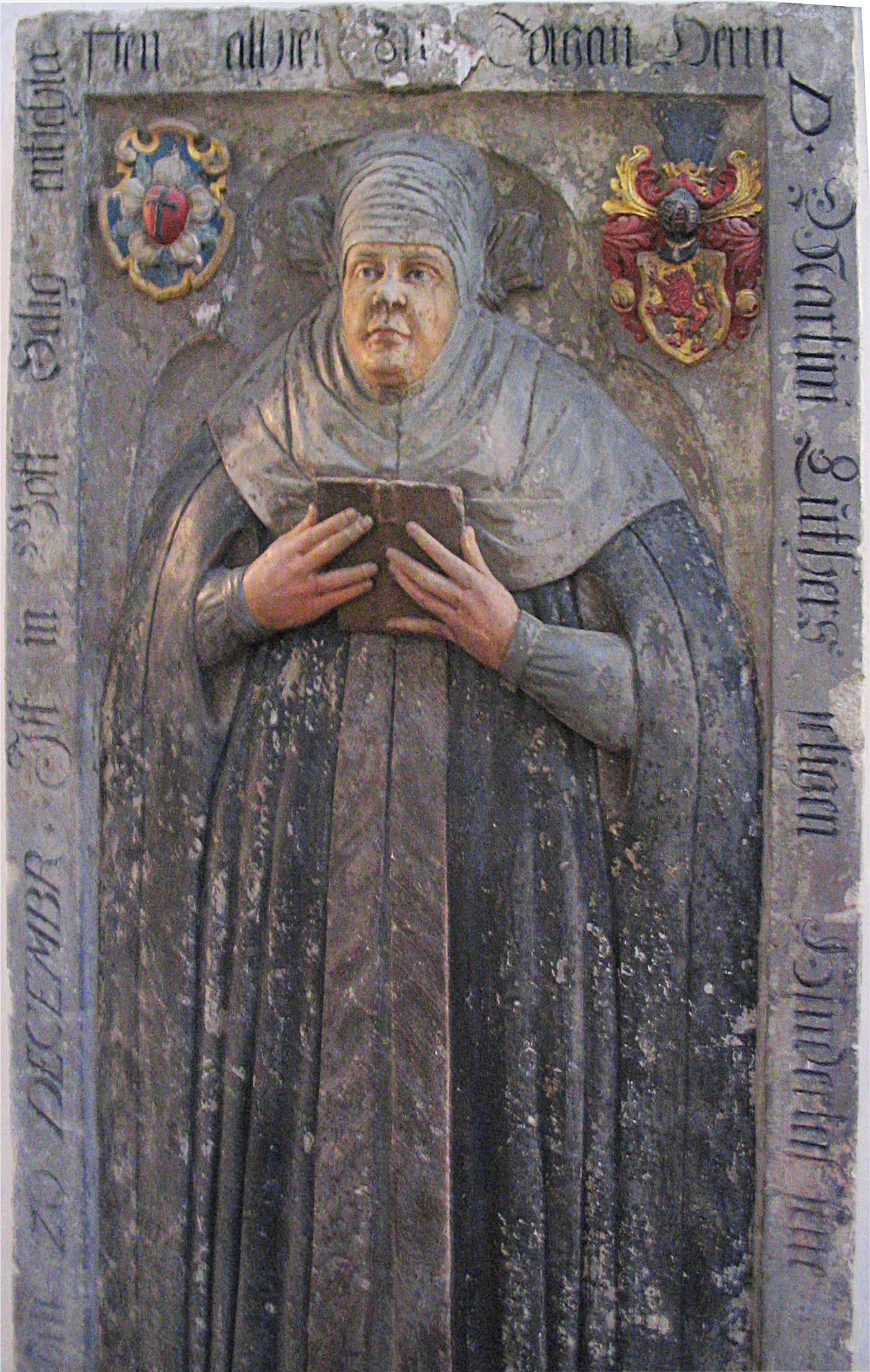
Katharina von Bora (epitaf)
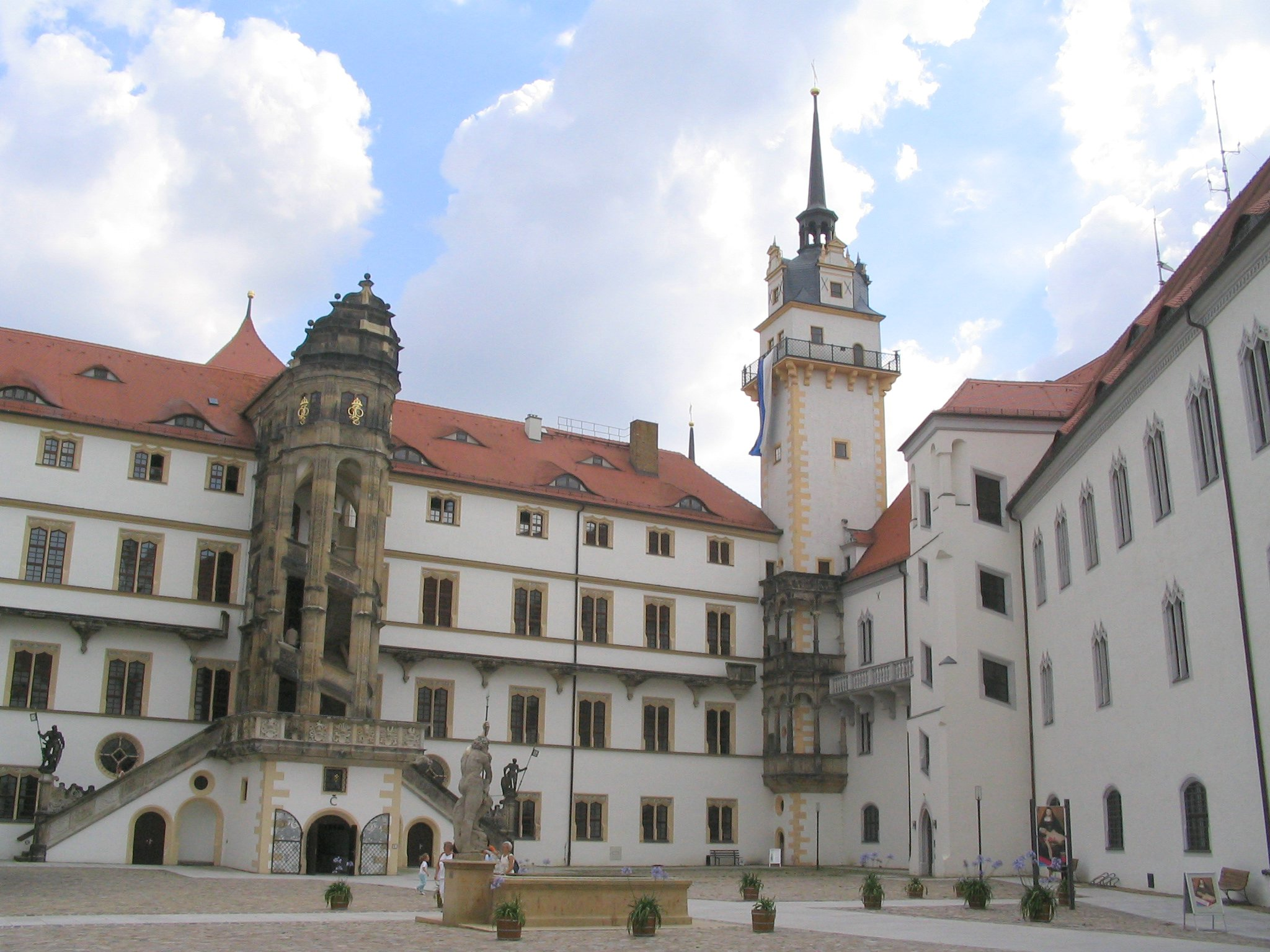
Hartenfels

## Legături externe
Materiale media legate de Torgau la Wikimedia Commons
- Site web oficial
- http://www.torgau-oschatz.info/ Arhivat în 15 octombrie 2004, la Wayback Machine.